# التعهد الأوروبي المشترك للحوسبة عالية الأداء
التعهد الأوروبي المشترك للحوسبة عالية الأداء (يورو إتش بي سي جيه يو) (بالإنجليزية: European High-Performance Computing Joint Undertaking (EuroHPC JU))‏ هو شراكة بين القطاعين العام والخاص في مجال الحوسبة عالية الأداء (HPC)، مما يتيح تجميع الموارد على مستوى الاتحاد الأوروبي مع موارد الدول الأعضاء المشاركة في الاتحاد الأوروبي والدول المرتبطة المشاركة في برامج هورايزن أوروبا وأوروبا الرقمية ‏، بالإضافة إلى أصحاب المصلحة من القطاع الخاص. يتضمن المشروع المشترك هدفين معلنين هما تطوير البنية التحتية للحوسبة الفائقة على مستوى أوروبا، ودعم أنشطة البحث والابتكار. يقع المشروع المشترك في مدينة لوكسمبورج، لوكسمبورج، وبدأ العمل في نوفمبر 2018 تحت سيطرة المفوضية الأوروبية وأصبح مستقلاً في عام 2020.

## التاريخ
في يونيو 2016، دعا زعماء الدول الأعضاء في الاتحاد الأوروبي، خلال اجتماعهم في المجلس الأوروبي، إلى تنسيق أكبر لجهود الاتحاد الأوروبي في مجال الحوسبة عالية الأداء كجزء من استراتيجية السوق الرقمية الموحدة ‏ الأوسع نطاقًا في الاتحاد الأوروبي. تم إطلاق الإعلان الأوروبي بشأن الحوسبة عالية الأداء في روما في مارس 2017، وتم التوقيع عليه في البداية من قبل سبع دول أعضاء في الاتحاد الأوروبي (فرنسا وألمانيا وإيطاليا ولوكسمبورج وهولندا والبرتغال وإسبانيا) ملتزمة بتحديث قوة الحوسبة الأوروبية. في يونيو 2018، أيد مجلس الاتحاد الأوروبي اقتراح المفوضية الأوروبية بإنشاء مؤسسة يورو إتش بي سي المشتركة. في 3 يوليو 2018، صوت البرلمان الأوروبي لصالح اقتراح المفوضية بإنشاء مؤسسة مشتركة للحوسبة عالية الأداء الأوروبية. وقد تم اعتماد الاقتراح رسميًا من قبل مجلس الاتحاد الأوروبي في 28 سبتمبر 2018.
تم تعيين المدير التنفيذي في 15 مايو 2020 وأصبح المشروع المشترك مستقلاً عن المفوضية الأوروبية في 23 سبتمبر 2020.
تمت مراجعة المشروع المشترك يورو إتش بي سي من خلال لائحة المجلس (الاتحاد الأوروبي) 2021/1173.

## التمويل والأهداف
يتم تمويل المشروع المشترك يورو إتش بي سي بشكل مشترك من قبل أعضائه بميزانية تبلغ حوالي 7 مليار يورو للفترة 2021–2027.
ويأتي معظم هذا التمويل من الميزانية الحالية طويلة الأجل للاتحاد الأوروبي، والإطار المالي المتعدد السنوات ‏ (إم إف إف 2021–2027) بمساهمة قدرها 3 مليارات يورو، موزعة على النحو التالي:
- 1.9 مليار يورو من برنامج أوروبا الرقمية  [لغات أخرى]‏ (DEP) لدعم الاستحواذ والنشر والتحديث وتشغيل البنية التحتية، واتحاد خدمات الحوسبة الفائقة، وتوسيع استخدام ومهارات الحوسبة الفائقة؛
- 900 مليون يورو من هورايزن أوروبا (HE) لدعم أنشطة البحث والابتكار لتطوير نظام بيئي عالمي المستوى تنافسي ومبتكر للحوسبة الفائقة في جميع أنحاء أوروبا؛
- 200 مليون يورو من مرفق ربط أوروبا (CEF-2) لتحسين الربط بين الحوسبة عالية الأداء والحوسبة الكمومية وموارد البيانات، بالإضافة إلى الربط مع مساحات البيانات الأوروبية المشتركة للاتحاد والبنية التحتية السحابية الآمنة.

تُقابل مساهمة الاتحاد الأوروبي مبلغٌ مماثلٌ من الدول المشاركة. إضافةً إلى ذلك، يُساهم أعضاء القطاع الخاص بمبلغ 900 مليون يورو.
يقدم المشروع المشترك الدعم المالي في شكل منح المشتريات أو البحث والابتكار للمشاركين بعد دعوات مفتوحة وتنافسية.
لدى يورو إتش بي سي جيه يو هدفان هما؛
- تطوير البنية التحتية للحوسبة الفائقة على مستوى عموم أوروبا: شراء ونشر ما لا يقل عن اثنين من أجهزة الحاسوب الفائقة في الاتحاد الأوروبي والتي ستكون من بين أفضل 5 أجهزة في العالم واثنين آخرين على الأقل من شأنها أن تحتل اليوم مرتبة بين أفضل 25 جهازًا عالميًا للمستخدمين من القطاعين الخاص والعام والمستخدمين العلميين والصناعيين في أوروبا، للاستخدام في أكثر من 800 مجال تطبيقي علمي وصناعي؛

- دعم أنشطة البحث والابتكار: تطوير نظام بيئي أوروبي للحوسبة الفائقة، وتحفيز صناعة توريد التكنولوجيا، وجعل موارد الحوسبة الفائقة في العديد من مجالات التطبيق متاحة لعدد كبير من المستخدمين من القطاعين العام والخاص، بما في ذلك الشركات الصغيرة والمتوسطة الحجم.[9][10]

## مصانع الذكاء الاصطناعي وإنفست إيه آي
في ديسمبر 2025، اختارت يورو إتش بي سي 7 مواقع لبناء مراكز بيانات جديدة للبنية التحتية للذكاء الاصطناعي.
في 11 فبراير 2025، خلال قمة عمل الذكاء الاصطناعي ‏، أعلنت رئيسة المفوضية الأوروبية، أورسولا فون دير لاين، عن مبادرة إنفست إيه آي بميزانية قدرها 200 مليار يورو، بما في ذلك الإعلان عن صندوق بقيمة 20 مليار يورو لبناء مراكز البيانات، على الرغم من ظهور ادعاءات تشكك في حجم الوعود. تم الإعلان عن المبادرة بعد ثلاثة أسابيع من إعلان رئيس الولايات المتحدة عن مشروع ستارجيت.
كجزء من مبادرة إنفست إيه آي:
- تم الإعلان عن مبادرة أبطال الذكاء الاصطناعي في الاتحاد الأوروبي، والتي جمعت أكثر من 60 شركة أوروبية التزمت بتخصيص 150 مليار يورو لاستثمارات الذكاء الاصطناعي؛[16]
- وتعهد الاتحاد الأوروبي بتخصيص 50 مليار يورو لدعم المبادرة.

وتخطط الصندوق لبناء ما يصل إلى 5 مراكز بيانات كبيرة، يشار إليها باسم "مصانع الذكاء الاصطناعي العملاقة"، مع ما لا يقل عن 100 ألف وحدة معالجة رسومية في كل موقع.
في مارس 2025، تم الإعلان عن 6 مواقع إضافية لمراكز البيانات. ستحتوي المواقع الأخرى غير مصانع الذكاء الاصطناعي العملاقة على ما يصل إلى 25000 وحدة معالجة رسومية.

## أجهزة الكمبيوتر العملاقة
في يونيو 2019، اختار مجلس إدارة يورو إتش بي سي جيه يو 8 مواقع لمراكز الحوسبة الفائقة الموجودة في 8 دول أعضاء مختلفة في الاتحاد الأوروبي لاستضافة آلات الحوسبة عالية الأداء الجديدة. وستقع مواقع الاستضافة في صوفيا (بلغاريا)، وأوسترافا (جمهورية التشيك)، وكاياني (فنلندا)، وبولونيا (إيطاليا)، وبيسين (لوكسمبورج)، ومينيو (البرتغال)، وماريبور (سلوفينيا)، وبرشلونة (إسبانيا). ستستضيف 3 من المواقع الثمانية أجهزة سابقة لأجهزة إكساسكيل (قادرة على تنفيذ أكثر من 150 بيتافلوب، أو 150 مليون مليار عملية حسابية في الثانية) والتي ستكون من بين أفضل 5 أجهزة كمبيوتر عملاقة في العالم، و5 أجهزة بيتاسكيل (قادرة على تنفيذ 4 بيتافلوب على الأقل، أو 4 ملايين مليار عملية في الثانية).
في عام 2022، اختار مجلس إدارة يورو إتش بي سي خمسة مواقع أخرى لاستضافة أسطول جديد من أجهزة الكمبيوتر العملاقة يورو إتش بي سي، بما في ذلك أول جهاز كمبيوتر عملاق أوروبي بسرعة إكساسكيل يقع في ألمانيا. 
تشمل أجهزة الكمبيوتر العملاقة العاملة حاليًا والتي تم شراؤها بواسطة يورو إتش بي سي جيه يو ما يلي:
| # | الاسم         | الموقع                   | تاريخ البدء | الأداء المستدام [فلوبس] | أداء الذروة [فلوبس] | نوع وحدة معالجة الرسومات                     | رقم وحدة معالجة الرسومات |
| - | ------------- | ------------------------ | ----------- | ----------------------- | ------------------- | -------------------------------------------- | ------------------------ |
| 1 | جبتر          | يوليش، ألمانيا           | مُخطط        | 1،000                   |                     | (بالإنجليزية: Nvidia GH200)‏                  | 24،000                   |
| 2 | لومي          | كايآني، فنلندا           | 2022        | 386.00                  | 539.13              | (بالإنجليزية: AMD Radeon MI250X)‏             | 11،912                   |
| 3 | ليوناردو      | بولونيا، إيطاليا         | 2022        | 249.04                  | 315.74              | (بالإنجليزية: Nvidia A100 SXM4 64GB)‏         | 13،824                   |
| 4 | مارينوستروم 5 | برشلونة، إسبانيا         | 2023        | 215.40                  | 314                 | (بالإنجليزية: Nvidia H100 64GB HBM2e memory)‏ | 4،480                    |
| 5 | ميلوكسينا     | بيسن، روزا لوكسمبورغ     | 2022        | 12.81                   | 18.29               | (بالإنجليزية: Nvidia A100-40)‏                | 800                      |
| 6 | كارولينا      | أوسترافا، جمهورية التشيك | 2021        | 9.59                    | 12.91               | (بالإنجليزية: Nvidia A100-40)‏                | 576                      |
| 7 | ديسكفر        | صوفيا، بلغاريا           | 2021        | 4.52                    | 5.94                | (بالإنجليزية: Nvidia H200)‏                   | 32                       |
| 8 | فيغا          | ماريبور، سلوفينيا        | 2021        | 6.92                    | 10.05               | (بالإنجليزية: Nvidia A100-40/80)‏             | 244                      |
| 9 | ديوكاليون     | غيمارايش، البرتغال       | 2023        | 7.48                    | 9.76                | (بالإنجليزية: Nvidia A100-40/80)‏             | 132                      |

### كارولينا
تم تثبيت KAROLINA في عام 2021 في مركز تكنولوجيا المعلومات من أجل الابتكارات الوطني للحوسبة الفائقة في جمهورية التشيك. وفي قائمة توب 500، التي تقيم أجهزة الكمبيوتر العملاقة من حيث أدائها، احتلت المرتبة 69 عالميًا، والمرتبة 19 في أوروبا، وفي قائمة غرين 500 لأكثر أجهزة الكمبيوتر العملاقة كفاءة في استخدام الطاقة، احتلت المرتبة الثامنة في عام 2021. تم تصميم نظام الحوسبة عالية الأداء الذي توفره مؤسسة هيوليت باكارد للاستجابة بشكل متماسك لاحتياجات مجتمعات المستخدمين، ومعالجة التحديات العلمية والصناعية المعقدة، بما في ذلك عمليات المحاكاة الرقمية القياسية، وتحليل البيانات المتطلب، وتطبيقات الذكاء الاصطناعي.

### ديسكفر
كان "ديسكوفرر"، الحاسوب العملاق التابع لبرنامج يورو إتش بي سي في بلغاريا، ثالث حاسوب يُطلق في إطار البرنامج في 21 أكتوبر 2021. يقع الحاسوب العملاق على أراضي حديقة صوفيا التقنية للعلوم والتكنولوجيا البلغارية في صوفيا، بلغاريا. تُموّل تكلفة المشروع بشكل مشترك بين بلغاريا وجامعة يورو إتش بي سي، باستثمار مشترك قدره 11.5 مليون يورو من قِبل شركة أتوس. يتميز ديسكوفرر بأداء مستقر يبلغ 4.5 بيتافلوب، وأداء ذروة يبلغ 6 بيتافلوب.

### فيغا
كان الكمبيوتر العملاق السلوفيني "فيجا" هو أول أجهزة الكمبيوتر العملاقة يورو إتش بي سي جيه يو التي تم إطلاقها في 20 أبريل 2021. يقع النظام، الذي بنته شركة أتوس، في معهد علوم المعلومات ماريبور (IZUM) في ماريبور، سلوفينيا. تم تمويل حاسوب Vega العملاق بشكل مشترك من قبل يورو إتش بي سي جيه يو ومعهد علوم المعلومات ماريبور (IZUM) بمبلغ 17.2 مليون يورو. يتمتع Vega بأداء مستقر يبلغ 6.9 بيتافلوب وأداء ذروة يبلغ 10.1 بيتافلوب.

### ميلوكسينا
كان "ميلوكسينا"، الحاسوب العملاق في لوكسمبورج، هو الثاني الذي تم إطلاقه في إطار البرنامج في 7 يونيو 2021. تم إكمال النظام الذي تبلغ تكلفته 30.4 مليون يورو، والذي يقع في مركز بيانات لوكس بروفيد في بيسن، لوكسمبورج، بواسطة شركة أتوس، مع دفع حكومة لوكسمبورج ثلثي التكاليف المرتبطة به، بينما ساهمت المفوضية الأوروبية بالباقي. يتمتع Meluxina بأداء مستقر يبلغ 10 بيتافلوب وأداء ذروة يبلغ 15 بيتافلوب. تم تسمية النظام على اسم ميلوزين — وهي شخصية من الفولكلور اللوكسمبورغي والأوروبي.

### لومي
يقع حاسوب لومي العملاق في مركز سي إس سي في كاياني، فنلندا. تم توفير حاسوب العملاق إتش بي إي كراي إي إكس من قبل مؤسسة هيوليت باكارد (HPE)، بتمويل مشترك من يورو إتش بي سي واتحاد لومي. اعتبارًا من منتصف عام 2022، أصبح قسم لومي-سي جاهزًا للتشغيل، ومن المتوقع أن يصبح قسم لومي-جي جاهزًا للتشغيل بحلول نهاية عام 2022. بفضل أداء لينباك عالي الأداء (HPL) الذي يبلغ 151.9 بيتافلوب، احتل لومي المرتبة الثالثة في طبعة يونيو 2022 من قائمة توب 500 لأقوى أجهزة الكمبيوتر العملاقة. بمجرد تشغيله بالكامل، سيتمتع النظام بأداء ذروة نظريًا يبلغ 550 بيتافلوب.

### ليوناردو
يقع ليوناردو في تكنوبول بولونيا، في بولونيا، إيطاليا، وهو عبارة عن حاسوب عملاق بسرعة بيتاسكيل تم تركيبه في عام 2022. يتم توفيره من قبل شركة أتوس، استنادًا إلى الكمبيوتر العملاق بول سيكوانا ‏ إكس إتش 2000 ويتم استضافته بواسطة سينيكا. إنه قادر على تنفيذ ما يزيد عن 250 بيتافلوب.

### مارينوستروم 5
سيتم إنشاء مارينوستروم 5 في مركز برشلونة للحوسبة الفائقة في برشلونة، إسبانيا. في عام 2022 تم الإعلان عن أن النظام سيتم بناؤه بواسطة شركة أتوس. بمجرد تشغيله، سيكون مارينوستروم 5 حاسوبًا عملاقًا من الطراز الأول، مع أداء ذروة متوقع يبلغ 314 بيتافلوب.

### ديوكاليون
ديوكاليون هو حاسوب عملاق بحجم بيتاسكيل موجود في مركز مينهو للحوسبة المتقدمة في جيماريش، البرتغال. تم افتتاحه رسميًا في سبتمبر 2023، ويتم توفيره بواسطة حلول فوجيتسو التكنولوجية ‏ ويدمج نظام فوجيتسو برايم إتش بي سي (قسم آرم) مع أنظمة أتوس بولسكوانا (أقسام إكس 86). يوفر قسم آرم أداءً مستدامًا يبلغ 3.96 بيتافلوب وأداءً أقصى يبلغ 5.01 بيتافلوب. في المجمل، يمكن لديوكاليون تحقيق أداء يصل إلى 10 بيتافلوب.

### أجهزة الكمبيوتر العملاقة الجديدة
في عام 2022، أعلن مشروع يورو إتش بي سي المشترك عن خمسة أجهزة كمبيوتر عملاقة أخرى قادمة قريبًا إلى خمس دول أوروبية:
- استضافت ديدالوس من قبل البنية التحتية الوطنية للبحث والتكنولوجيا  [لغات أخرى]‏ في اليونان،
- استضافت وكالة تطوير تكنولوجيا المعلومات الحكومية في المجر مؤتمر ليفينتي.
- كاسبير الذي تستضيفه الجامعة الوطنية الأيرلندية جالواي في أيرلندا،
- تم استضافة إي إتش بي سي بي إل بواسطة مركز الكمبيوتر الأكاديمي سيفرونيت أغ في بولندا،
- وسيستضيف مركز يوليش للحوسبة الفائقة في ألمانيا جهاز جبتر، أول حاسوب عملاق أوروبي بسرعة إكساسكيل.

في عام 2023، أعلنت يورو إتش بي سي جيه يو عن حاسوبين عملاقين آخرين:
- ثاني حاسوب عملاق أوروبي بسرعة إكساسكيل،[54] تستضيفه شركة جينسي  [لغات أخرى]‏ في فرنسا؛ و
- أرهينيوس،[55] وهو حاسوب فائق متوسط المدى تستضيفه جامعة لينشوبينغ في السويد.

## مشروع دي إيه آر إي
في مارس 2025، أطلقت يورو إتش بي سي مشروع دي إيه آر إي (الاستقلالية الرقمية مع رايسك-في في أوروبا) لمدة 6 سنوات للعمل على الدوائر المتكاملة القائمة على معالج ريسك-فايف.
يتضمن المشروع إنشاء 3 مشاريع معالجات، يتم إنشاء كل منها بواسطة شركة منفصلة:
1. مسرع الحوسبة المتجهة
2. شريحة لاستنتاج نموذج الذكاء الاصطناعي
3. معالج للأغراض العامة للحوسبة عالية الأداء

## الأعضاء
يتألف المشروع المشترك يورو إتش بي سي من أعضاء من القطاعين العام والخاص.

### الاعضاء العموميين
اعتبارًا من أكتوبر 2024، تشمل الأعضاء العامة للمشروع المشترك الاتحاد الأوروبي (ممثلاً بالمفوضية الأوروبية)، و27 من الدول الأعضاء البالغ عددها 27 دولة في الاتحاد الأوروبي (النمسا، وبلجيكا، وبلغاريا، وكرواتيا، وقبرص، وجمهورية التشيك، والدنمارك، وإستونيا، وفنلندا، وفرنسا، وألمانيا، واليونان، والمجر، وأيرلندا، وإيطاليا، ولاتفيا، وليتوانيا، ولوكسمبورج، ومالطا، وهولندا، وبولندا، والبرتغال، ورومانيا، وسلوفاكيا، وسلوفينيا، وإسبانيا، والسويد)، وثماني دول غير تابعة للاتحاد الأوروبي منتسبة لبرنامج أفق 2020 التابع للاتحاد الأوروبي (أيسلندا، إسرائيل، والجبل الأسود، ومقدونيا الشمالية، والنرويج، وصربيا، وتركيا، والمملكة المتحدة).
يمكن للدول الأعضاء الأخرى في الاتحاد الأوروبي أو البلدان المرتبطة بمبادرة أفق 2020 أن تصبح أعضاء، شريطة أن تقبل النظام الأساسي وتساهم مالياً في تحقيق أهداف المشروع المشترك.

#### الدول المراقبة
فقدت المملكة المتحدة وضعها كمراقب بعد خروجها من الاتحاد الأوروبي في 31 يناير 2020، ولكنها انضمت لاحقًا إلى يورو إتش بي سي في مايو 2024.

### الأعضاء الخاصين
يشمل أعضاء المشروع المشترك من القطاع الخاص كلاً من منصة التكنولوجيا الأوروبية للحوسبة عالية الأداء (ETP4HPC)، والاتحاد الأوروبي للصناعات الكمومية (QuIC)، وجمعيات قيمة البيانات الضخمة (BDVA). ويجوز لأي كيان قانوني مُنشأ في دولة عضو أو دولة مرتبطة بمبادرة أفق 2020، ويدعم البحث والابتكار، التقدم بطلب للانضمام إلى عضوية المشروع المشترك.

## الحوكمة
هناك ثلاث هيئات في المشروع المشترك يورو إتش بي سي:

### مجلس الإدارة
يتألف مجلس الإدارة من ممثلي الاتحاد الأوروبي والدول المشاركة. تقوم المفوضية الأوروبية وكل دولة مشاركة بتعيين ممثل واحد في مجلس الإدارة. يجوز أن يرافق كل ممثل خبير واحد. ويمتلك الاتحاد الأوروبي 50% من حقوق التصويت من خلال ممثل المفوضية الأوروبية. ويتم توزيع بقية حقوق التصويت بين الدول المشاركة وفقا للخطوط التالية:
- بالنسبة للمهام الإدارية العامة للمشروع المشترك، ينبغي توزيع حقوق التصويت للدول المشاركة بالتساوي فيما بينها؛
- بالنسبة للمهام المقابلة لإعداد خطة العمل لاقتناء أجهزة الكمبيوتر العملاقة، واختيار الكيان المضيف وأنشطة البحث والابتكار للمشروع المشترك، فإن حقوق التصويت للدول المشاركة التي هي دول أعضاء في الاتحاد الأوروبي تعتمد على مبدأ الأغلبية المؤهلة. تتمتع الدول المشاركة التي ليست دولاً أعضاء في الاتحاد الأوروبي بحقوق التصويت فيما يتعلق بالمهام المقابلة لأنشطة البحث والابتكار؛
- بالنسبة للمهام المقابلة لاقتناء وتشغيل أجهزة الكمبيوتر العملاقة، فإن الدول المشاركة والاتحاد الأوروبي التي تساهم بالموارد في شراء أجهزة الكمبيوتر العملاقة بيتاسكيل والتكلفة الإجمالية لملكية أجهزة الكمبيوتر العملاقة ما قبل إكساسكيل فقط لها حقوق تصويت تتناسب مع مساهمتها.[62]

### المجلس الاستشاري الصناعي والعلمي
يتألف المجلس الاستشاري الصناعي والعلمي من مجموعتين تقدمان المشورة المستقلة لمجلس الإدارة؛
- تحدد المجموعة الاستشارية للبحث والابتكار (RIAG) أولويات البحث الرئيسية. وتتألف من 12 عضوًا كحد أقصى، حيث لا يُعيّن الأعضاء المستقلون أكثر من ستة أعضاء، ولا يُعيّن مجلس الإدارة أكثر من ستة أعضاء.
- تُقدّم المجموعة الاستشارية للبنية التحتية (INFRAG) المشورة بشأن اقتناء وتشغيل الحواسيب العملاقة بيتاسكيل وما قبل إكساسكيل. وتتألف من 12 عضوًا كحد أقصى، يُعيّنهم مجلس الإدارة.[62]

### المدير التنفيذي
المدير التنفيذي هو الرئيس التنفيذي المسؤول عن الإدارة اليومية للمشروع المشترك. يشغل هذا المنصب حاليًا أندرس دام جنسن.

## المقر الرئيسي
يقع المقر الرئيسي لمؤسسة يورو إتش بي سي المشتركة في مبنى Drosbach، الذي تستخدمه المفوضية الأوروبية، في حي غاسبيريتش بمدينة لوكسمبورج، لوكسمبورج.

## وصلات خارجية
- الموقع الرسمي
- فيديو لحكومة لوكسمبورغ حول يورو إتش بي سي
- الصفحة الرئيسية لمشروع دي إيه آر إي